# 대한민국 형사소송법 제39조
대한민국 형사소송법 제39조는 재판의 이유에 대한 형사소송법의 조문이다.

## 조문
제39조(재판의 이유)재판에는 이유를 명시하여야 한다. 단, 상소를 불허하는 결정 또는 명령은 예외로 한다.

第39條(裁判의 理由)裁判에는 理由를 明示하여야 한다. 但, 上訴를 不許하는 決定 또는 命令은 例外로 한다.

## 참고 문헌
- 손동권 신이철, 새로운 형사소송법(초판, 2013), 세창, 2013. ISBN 9788984114081
- 신이철, 신형사소송법의 쟁점(2011)(개정판 7판), 유스티니아누스, 2010. ISBN 9788959460205